# ミッドナイト・オイル

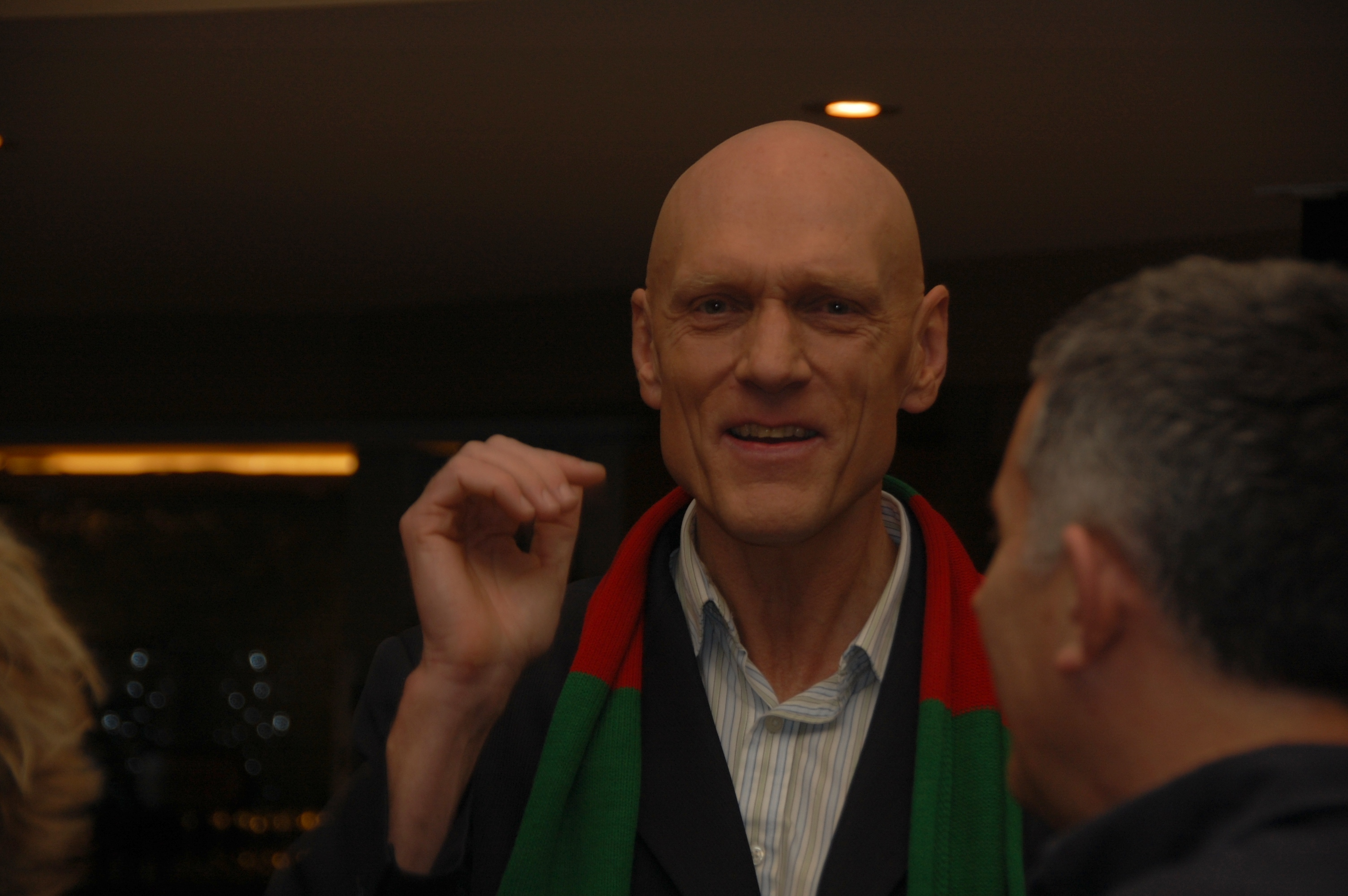
ピーター・ギャレット

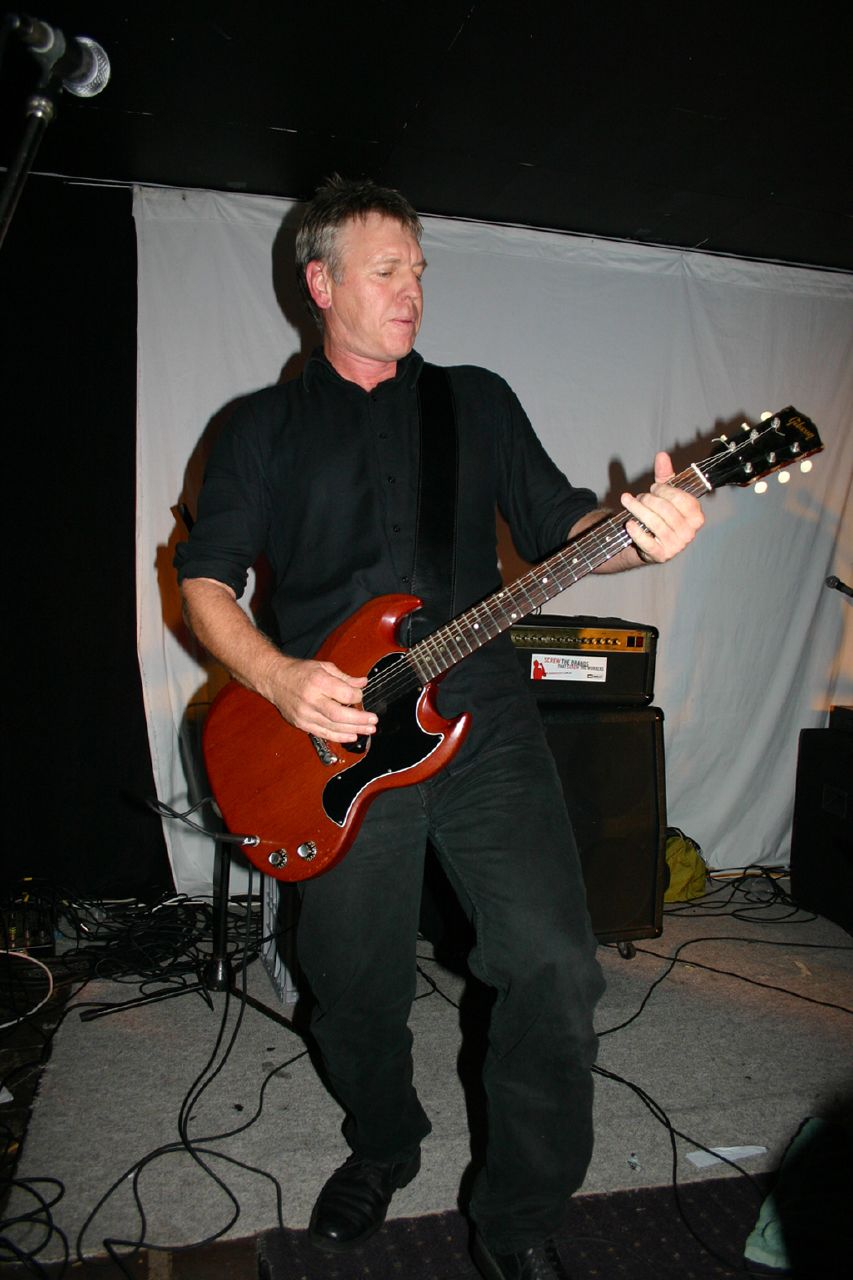
Martin Rotsey

ミッドナイト・オイル（Midnight Oil）は、オーストラリアのシドニー出身のロックバンドである。1970年代後半から2002年まで活動、その後数回再結成し、２１世紀には三枚アルバムを発表している。ARIA賞を受賞。最新アルバムは２０２２年発表の「Resist」。
リード･ボーカルだったピーター・ギャレットは、環境活動家、反捕鯨主義者として知られる一方、先住民アボリジニへの贖罪を訴えた、「Gadigal Land」という曲が近年話題をまいた。シドニー五輪の開会式でも登場した。2007年11月よりオーストラリアの環境大臣を一時期務め、ほかに国家遺産・芸術大臣も務めた。
2003年に環境と音楽産業への寄与を評価されオーストラリア勲章（区分：Member）を授与された。

## メンバー
- ピーター・ギャレット（Peter Garrett）
- Rob Hirst
- Andrew James
- Jim Moginie
- Martin Rotsey
- Peter Gifford
- Bones Hillman

## ディスコグラフィ

### アルバム
- ミッドナイト・オイル
- Head Injuries
- Bird Noises EP
- Place Without A Postcard
- 10.9.8.7.6.5.4.3.2.1 (オイル・ザ・ショック)
- Red Sails In The Sunset
- Species Deceases EP
- Diesel and Dust
- Blue Sky Mining
- Scream In Blue & Live
- Earth & Sun & Moon
- Breathe
- 20.000 Watt R.S.L. & Best of
- Redneck Wonderland
- The Real Thing
- Capricornia
- The Makarrata Project
- Resist